# پاراماسیوا پرابهاکار کومارامانگالام
پاراماسیوا پرابهاکار کومارامانگالام (انگلیسی: Paramasiva Prabhakar Kumaramangalam; ۱ ژوئیهٔ ۱۹۱۳ – ۱۳ مارس ۲۰۰۰) ژنرال نیروی زمینی هند بود. او ششمین رئیس ستاد ارتش هند از سال ۱۹۶۷ تا ۱۹۶۹ بود. او یکی از آخرین افسران هندیِ منصوب پادشاه و آموزش‌دیده در بریتانیا بود که در ارتش هند خدمت می‌کرد که رهبری ارتش هند را بر عهده داشت.